# Mobirise
Mobirise Website Builderは、Mobiriseにより開発されたフリーウェアのウェブデザインアプリケーションである。これを使うことで、ユーザーは、コードの記述をせずに、Bootstrapウェブサイトを構築することができる。
Huffington Post、IDG、TechRadar、About.comの記事での紹介実績があり、有名オンラインウェブサイト構築サービスであるWix.com、Weebly、Jimdo、Webydo、Squarespaceといったもののオフラインでの対抗案として知られている。

## 歴史
最初のベータ版1.0は、2015年5月19日にリリースされた。本サービスの当初の狙いは、コードの記述を必要としないウェブデザインとグーグルのモバイルウェブアップデートへの準拠であった。2015年9月30日、バージョン2.0が公開され、これには、ドロップダウンメニュー、お問い合わせフォーム、アニメーション、サードパーティーテーマやエクステンションへの対応といった機能が実装された。バージョン3.0からは、新しいテーマやエクステンションの追加、さらに、Bootstrap 5 への対応を開始している。
2020年10月13日には、バージョン5.2が公開され、これには、新しいコアエンジン、新しいインタフェース、さらに新しいデフォルトウェブサイトテーマが導入された。4.6からMobiriseは、AMPテーマの提供を開始している。最新のバージョンは5.2である。

## 参照
1. ↑  “Mobirise Android Version”. play.google.com. 2015年8月21日閲覧。
2. ↑  Alex Ivanovs (2016年12月20日). “The Long and Short of Mobile-Friendly Website Development”.  Huffington Post. 2018年2月20日閲覧。
3. ↑  Mark Gibbs (2015年7月18日). “Want a responsive, mobile, HTML, CSS, and JavaScript driven site without breaking a sweat? For free? Voila! (You're welcome.)”.   International Data Group. 2018年2月20日閲覧。
4. ↑  Mike Williams (2016年6月28日). “Top 10 best website builders for small businesses”.   TechRadar. 2018年2月20日閲覧。
5. ↑  Tom Green (2017年4月11日). “First Impressions of Mobirise Website Builder”.   Dotdash. 2018年2月20日閲覧。
6. ↑  Mike Williams (2016年6月28日). “Top 10 best website builders for small businesses”.   TechRadar. 2018年2月20日閲覧。
7. ↑  Aigars Silkalns (2017年9月3日). “Top 10 best website builders for small businesses”. colorlib.com. 2018年2月20日閲覧。
8. ↑  Kaya Ismail (2016年9月8日). “Mobirise 3.0: A Strong Step for the Simple Website Builder”. cmscritic.com. 2018年2月20日閲覧。
9. ↑  “The Deeper Look - Mobirise 3 Review”. wowslider.com (2016年11月12日). 2018年2月20日閲覧。